# Pozza di Fassa
Pozza di Fassa település Olaszországban, Trento megyében, a Dolomitokban, a Fassa-völgyben. Lakosainak száma 2278 fő (2018. január 1.). Pozza di Fassa Canazei, Mazzin, Moena, Nova Levante, Rocca Pietore, Soraga di Fassa, Tires és Vigo di Fassa községekkel határos.

## Népesség
A település népességének változása:

| 2017 | 2 275 |
| 2018 | 2 278 |